# 푸랑케
푸랑케(스페인어: Purranque)는 칠레 로스라고스 주 오소르노 현의 코무나이다.

## 같이 보기
- 오소르노현